# Piggy Tales
Piggy Tales (tạm dịch: "Truyện cổ của lợn") là bộ phim tiếp nối cho bộ phim Angry Birds Toons mùa 1. Bộ phim được phát sóng ngay sau khi bộ phim Angry Birds Toons mùa 1 kết thúc, có tổng thời lượng từ 1 đến 2 phút cho mỗi tập, phát sóng trên kênh truyền hình Toons.TV định kỳ vào thứ Sáu và phát lại vào thứ Năm tuần kế tiếp trên YouTube. Đây là bộ phim đầu tiên mà những chú lợn vào vai nhân vật chính. Bộ phim kết thúc vào ngày 30/5/2019 khi tập 30 (tập cuối) của mùa 4 (4th Street) ra mắt.
Mỗi mùa của Piggy Tales đều có tựa đề riêng (trừ mùa 1) gồm các tựa đề: Pigs at Work (Những chú lợn tại nơi làm việc) trong mùa 2, Third Act (Màn thứ Ba) trong mùa 3 và 4th Street (Con đường số 4) trong mùa 4.

## Tạo hình nhân vật
Ban đầu, khi mùa 1 ra mắt, Rovio tạo hình nhân vật giống với bản Angry Birds (2009) và Angry Birds 2. Nhưng sau khi bộ phim Angry Birds ra rạp vào năm 2016, Rovio đã tạo hình lại nhân vật giống với thiết kế của bộ phim cho đến khi mùa 4 kết thúc (kết thúc series).